# スポーツにおけるユダヤ系の人物
スポーツにおけるユダヤ系の人物は、スポーツにおいて功績を残したユダヤ系の人物一覧である。

## 選手

### バスケットボール
- サム・バルター (Sam Balter)
- スー・バード (Sue Bird)
- デビッド・ブラット (David Blatt)
- デビッド・ブルー (David Blu)
- ハリー・ボイコフ (Harry Boykoff)
- タル・ブロディ (Tal Brody)
- ラリー・ブラウン (Larry Brown)
- オムリ・カスピ (Omri Casspi)
- シェイ・ドローン (Shay Doron)
- リオル・エリヤフ (Lior Eliyahu)
- ジョーダン・ファーマー (Jordan Farmar)
- マーティ・フリードマン (Marty Friedman
- アーニー・グランフェルド (Ernie Grunfeld)
- ヨタム・ハルペリン (Yotam Halperin)
- シドニー・ヘルツバーグ (Sidney Hertzberg)
- アート・ヘイマン (Art Heyman)
- ナット・ホルマン (Nat Holman)
- レッド・ホルツマン (Red Holzman)
- エバン・ハイアムズ (Eban Hyams)
- バリー・クラマー (Barry Kramer)
- ジョエル・クラマー (Joel Kramer)
- シルベン・ランズバーグ (Sylven Landesberg)
- ルディー・ラルッソ (Rudy LaRusso)
- ナンシー・リーバーマン (Nancy Lieberman)
- ガル・メケイ (Gal Mekel)
- バーナード・オッパー (Bernard Opper)
- ドナ・オレンダー (Donna Orender)
- レニー・ローゼンブルース (Lennie Rosenbluth)
- シェーファーアヴィ幸樹 (Avi Schafer)
- ダニー・シェイズ (Danny Schayes)
- ドルフ・シェイズ (Dolph Schayes)
- オジー・シェクトマン (Ossie Schectman)
- ジョン・シェイヤー (Jon Scheyer)
- バーニー・セドラン (Barney Sedran)
- シッド・タネンバウム (Sid Tanenbaum)
- アレックス・タイウス (Alex Tyus)
- ニール・ウォーク (Neal Walk)
- マックス・ザスロフスキー (Max Zaslofsky)

### ボーリング
- バリー・アッシャー (Barry Asher)
- マーシャル・ホルマン (Marshall Holman)
- マーク・ロス (Mark Roth)

### ボクシング
- バーニー・アーロン (Barney Aaron)
- エイブ・アッテル (Abe Attell)
- モンテ・アッテル (Monte Attell)
- マックス・ベア (Max Baer)
- ベニー・バス (Benny Bass)
- ファブリス・ベニシュ (Fabrice Benichou)
- ジャック・キッド・バーグ (Jack Kid Berg)
- マクシム・ベルガー (Maxie Berger)
- サミュエル・バーガー (Samuel Berger)
- ジャック・バーンスタイン (Jack Bernstein)
- ネーサン・ボー (Nathan Bor)
- マッシー・キャラハン (Mushy Callahan)
- ジョー・チョインスキー (Joe Choynski)
- ロバート・コーエン (Robert Cohen)
- アル・デイビス (Al Davis)
- チューブ・バー・プランク・コールズ (Tube Bar prank calls)
- カロリーナ・デュアー (Carolina Duer)
- ジャッキー・フィールズ (Jackie Fields)
- ハガール・フィナー (Hagar Finer)
- ユーリ・フォアマン (Yuri Foreman)
- ジェルジ・ゲドー (György Gedó)
- エイブ・ゴールドスタイン (Abe Goldstein)
- ルディー・ゴールドスタイン (Ruby Goldstein)
- ロマン・グリーンバーグ (Roman Greenberg)
- ステファン・ハクーン (Stephane Haccoun)
- アルフォン・ハリミ (Alphonse Halimi)
- ハリー・ハリス (Harry Harris)
- ゲイリー・ジェイコブス (Gary Jacobs)
- ベン・ジェビイ (Ben Jeby)
- ヨエル・ジュダー (YoelJudah)
- ザブ・ジュダー (Zab Judah)
- ディミトリー・サリタ (Dmitry Salita)

### カヌー
- ジェシカ・フォックス (Jessica Fox)
- ミカエル・コルガノフ (Michael Kolganov)
- ショーン・ルーベンスタイン (Shaun Rubenstein)

### クリケット
- マーク・ボット (Mark Bott)
- ダレン・ジェラード (Darren Gerard)
- マイケル・クリンガー (Michael Klinger)
- ジェイソン・モリンズ (Jason Molins)
- ジョナサン・モス (Jonathan Moss)
- ベンシモン・ソンガブカル (Bensiyon Songavkar)

### 乗馬
- ロバート・ドバー (Robert Dover)
- マギー・ゴールドステイン=エングル (Margie Goldstein-Engle)
- エディス・マスター (Edith Master)

### フェンシング
- クリフ・ベイヤー (Cliff Bayer)
- タミール・ブルーム (Tamir Bloom)
- セルゲイ・シャリコフ (Sergey Sharikov)
- ボアズ・エリス (Boaz Ellis)
- ヴァディム・グートツァイト (Vadim Gutzeit)
- デリラ・ハチュエル (Delila Hatuel)
- エミリー・ヤコブソン (Emily Jacobson)
- サダ・ヤコブソン (Sada Jacobson)
- ダン・ケルナー (Dan Kellner)
- アイェレット・オハヨン (Ayelet Ohayon)
- ソレン・トンプソン (Soren Thompson)
- ジョナサン・ティオムキン (Jonathan Tiomkin)
- ベンジャミン・アンガー (Benjamin (Benji) Ungar)

### フィールドホッケー
- カリーナ・ベニンガ (Carina Benninga)
- ジゼル・カニェフスキー (Giselle Kanevsky)

### フィギュアスケート
- マックス・アーロン (Max Aaron)
- ベンジャミン・アゴスト (Benjamin Agosto)
- イリヤ・アベルブフ (Ilia Averbukh)
- ジェイソン・ブラウン (Jason Brown)
- ジャン・ブシュ (Zhan Bush)
- サーシャ・コーエン (Sasha Cohen)
- アンバー・コーウィン (Amber Corwin)
- ローレン・ガレー=ラヴィノウィッツ (Loren Galler-Rabinowitz)
- メリッサ・グレゴリー (Melissa Gregory)
- エミリー・ヒューズ (Emily Hughes)
- サラ・ヒューズ (Sarah Hughes)
- タマル・カッツ (Tamar Katz)
- ディラン・モスコビッチ (Dylan Moscovitch)
- ユリア・リプニツカヤ (Yulia Lipnitskaya)
- ライオネル・ルミ (Lionel Rumi)
- セルゲイ・サフノフスキー (Sergei Sakhnovski)
- サイモン・シュナピア (Simon Shnapir)
- イリーナ・スルツカヤ (Irina Slutskaya)
- マキシム・スタビスキー (Maxim Staviski)
- アレクサンドラ・ザレツキー (Alexandra Zaretsky)
- ロマン・ザレツキー (Roman Zaretsky)

### ゴルフ
- エイミー・オルコット (Amy Alcott)
- ブルース・フライシャー (Bruce Fleisher)
- レティシア・ベック (Laetitia Beck)
- ジョナサン・ケイ (Jonathan Kaye)
- デビッド・リプスキー (David Lipsky)
- デビッド・マーコウ (David Merkow)
- ロン・シルヴァー (Ron Silver)
- コリー・ペイビン (Corey Pavin)
- モーガン・プレッセル (Morgan Pressel)
- モンテ・シャインブラム (Monte Scheinblum)

### 体操競技
- マリア・ゴロホフスカヤ (Maria Gorokhovskaya)
- ケレティ・アーグネシュ (Ágnes Keleti)
- アリー・レイズマン (Aly Raisman)
- ネタ・リプキン (Neta Rivkin)
- アレクサンダー・シャティロフ (Alexander Shatilov)

### アイスホッケー
- マイク・ブラウン (Mike Brown)
- アンドレ・ブラコフスキー (André Burakovsky)
- マイケル・キャマラリー (Michael Cammalleri)
- カーター・カンペール (Carter Camper)
- コルビー・コーエン (Colby Cohen)
- マット・コーエン (Matt Cohen)
- ジェイソン・デマーズ (Jason Demers)
- オレン・エイゼンマン (Oren Eizenman)
- デビッド・エルスネル (David Elsner)
- ドフ・グルメット=モリス (Dov Grumet-Morris)
- ジェフ・ハルペルン (Jeff Halpern)
- アダム・ヘンリッヒ (Adam Henrich)
- エリック・メルファーブ (Eric Himelfarb)
- キム・ヒルスショビッツ (Kim Hirschovits)
- エバン・カウフマン (Evan Kaufmann)
- デビッド・メックラー (David Meckler)
- ジェーコブ・ミクフリッカー (Jacob Micflikier)
- デビッド・ネミロコフスイー (David Nemirovsky)
- エリック・ニストローム (Eric Nystrom)
- ディラン・レース (Dylan Reese)
- フランソワ・ローゼンタール (François Rozenthal)
- モーリス・ローゼンタール (Maurice Rozenthal)
- エリザー・シェルバトフ (Eliezer Sherbatov)
- トレバー・スミス (Trevor Smith)
- ダニエル・スピヴァク (Daniel Spivak)
- ブレット・スターリング (Brett Sterling)
- ジョシュ・トージマン (Josh Tordjman)
- マートン・バス (Marton Vas)
- デビッド・ワーソフスキー (David Warsofsky)
- イーサン・ウェレック (Ethan Werek)
- ジェイソン・ザッカー (Jason Zucker)

### 柔道
- ヤエル・アラド (Yael Arad)
- ヤーデン・ジェルビ (Yarden Gerbi)
- フェリペ・キタダイ (Felipe Kitadai)
- チャーリー・ミンクリン (Charlee Minkin)
- アリス・シュレジンガー (Alice Schlesinger)
- オレン・スマジャ (Oren Smadja)
- エフド・ヴァックス (Ehud Vaks)
- アリエル・ゼエビ (Ariel Ze'evi)
- ジェームズ・ブレグマン
- カミラ・ミナカワ
- ゴラン・ポラック
- サギ・ムキ

### キックボクシング
- シャーマン・バーグマン (Sherman Bergman)

### 総合格闘技
- サラ・アブラハム (Sarah Avraham)
- イリア・グラッド (Ilya Grad)
- イド・パリエンテ (Ido Pariente)
- ローリー・シンガー (Rory Singer)
- サラ・カフマン (Sarah Kaufman)
- エミリー・カガン (Emily Kagan)

### モータースポーツ
- ケニー・バーンスタイン (Kenny Bernstein)
- ハノック・ニッサニー (Chanoch Nissany)
- トーマス・シェクター (Tomas Scheckter)

### 漕艇
- ネーサン・コーエン (Nathan Cohen)
- ジョシュ・ウェスト (Josh West)

### セーリング
- ジョー・アレフ (Jo Aleh)
- ドン・コーハン (Don Cohan)
- ガル・フリードマン (Gal Fridman)
- リー・コリッツ (Lee Korzits)
- マーク・メンデルブラッド (Mark Mendelblatt)
- シャハー・ツベリ (Shahar Tzuberi)

### 射撃
- モリス・フィッシャー (Morris Fisher)
- ガイ・スタリク (Guy Starik)
- レフ・ベインシュテイン (Lev Vainshtein)

### スキー
- アリエル・ゴールド (Arielle Gold)
- テイラー・ゴールド (Taylor Gold)
- ウェルギリウス・ヴァンデェプット (Virgile Vandeput)

### スピードスケート
- アンドリュー・ガベル (Andrew Gabel)
- ラファエル・グラッチ (Rafayel Grach)
- アービング・ジャフィー (Irving Jaffee)
- ダン・ウェインスティン (Dan Weinstein)

### 競泳
- アンソニー・アービン (Anthony Ervin)
- スコット・ゴールドブラッド (Scott Goldblatt)
- レニー・クレーゼルバーグ (Lenny Krayzelburg)
- ケレン・レイボビッツ (Keren Leibovitch)
- ジェイソン・レザック (Jason Lezak)
- サラ・ポウ (Sarah Poewe)
- タル・ストリッカー (Tal Stricker)
- ダラ・トーレス (Dara Torres)
- ギャレット・ウェバー=ゲイル (Garrett Weber-Gale)
- ベン・ワイルドマン=トブリナー (Ben Wildman-Tobriner)

### 卓球
- マリナ・クラフチェンコ (Marina Kravchenko)
- アンジェリカ・ロゼアヌ (Angelica Rozeanu)
- デビッド・ザレクバーグ (David Zalcberg)

### テニス
- ジュリア・コーエン (Julia Cohen)
- ジョナサン・エルリック (Jonathan Erlich)
- シャーロン・フィッチマン (Sharon Fichman)
- カミーラ・ギオルギ (Camila Giorgi)
- ジュリア・グルシェンコ (Julia Glushko)
- ジェシー・レヴィーン (Jesse Levine)
- ハレル・レビー (Harel Levy)
- スコット・リプスキー (Scott Lipsky)
- ニコラス・マスー (Nicolas Massu)
- ウェイン・オデスニク (Wayne Odesnik)
- ノアム・オクン (Noam Okun)
- シャハー・ピアー (Shahar Pe'er)
- アンディ・ラム (Andy Ram)
- マイケル・ラッセル (Michael Russell)
- ディエゴ・シュワルツマン (Diego Schwartzman)
- ドゥディ・セラ (Dudi Sela)

### 陸上競技
- ダニエレ・フランケル (Danielle Frenkel)
- ディーナ・カスター (Deena Kastor)
- サウル・ラダニー (Shaul Ladany)
- ザナ・ピンツセビッツ=ブロック (Zhanna Pintusevich-Block)
- オレーシャ・ポフ (Olesya Povh)
- スティーブン・ソロモン (Steven Solomon)
- ハロルド・エイブラハムス

### トライアスロン
- ジョアンナ・ゼイガー (Joanna Zeiger)

### バレーボール
- アドリアナ・ベアール (Adriana Behar)[1]
- マルセロ・エルガートン (Marcelo Elgarten)[2]
- ベルナルド・ライズマン[3]
- アリー・セリンジャー[4]

### 水球
- メリル・モージズ (Merrill Moses)

## 審判員
- アロン・イェフェト (Alon Yefet)